# Dolichomitus
Genre
Dolichomitus est un genre d'insectes hyménoptères parasites appartenant à la famille des Ichneumonidae.

## Espèces rencontrées en Europe
- Dolichomitus aciculatus (Hellén, 1915)
- Dolichomitus agnoscendus (Roman, 1939)
- Dolichomitus atratus (Rudow, 1881)
- Dolichomitus birnovensis (Constantineanu & Pisica, 1970)
- Dolichomitus cephalotes (Holmgren, 1860)
- Dolichomitus cognator (Thunberg, 1822)
- Dolichomitus curticornis (Perkins, 1943)
- Dolichomitus diversicostae (Perkins, 1943)
- Dolichomitus dobrogensis Constantineanu & Pisica, 1970
- Dolichomitus dux (Tschek, 1869)
- Dolichomitus imperator (Kriechbaumer, 1854)
- Dolichomitus kriechbaumeri (Schulz, 1906)
- Dolichomitus lateralis (Wollaston, 1858)
- Dolichomitus mesocentrus (Gravenhorst, 1829)
- Dolichomitus messor (Gravenhorst, 1829)
- Dolichomitus mordator (Aubert, 1965)
- Dolichomitus nitidus (Haupt, 1954)
- Dolichomitus populneus (Ratzeburg, 1848)
- Dolichomitus pterelas (Say, 1829)
- Dolichomitus scutellaris (Thomson, 1877)
- Dolichomitus sericeus (Hartig, 1847)
- Dolichomitus speciosus (Hellén, 1915)
- Dolichomitus terebrans (Ratzeburg, 1844)
- Dolichomitus tuberculatus (Geoffroy, 1785)